# Шебуев, Георгий Николаевич
Гео́ргий Никола́евич Шебу́ев (17 апреля 1850 года — 16 июня 1900 года) — российский математик и геодезист.

## Биография
Родился 17 апреля 1850 года в Княгининском уезде Нижегородской губернии в дворянской помещичьей семье. В 1862 году он поступил во 2-ю Московскую гимназию. В 1867 году перешёл на один год в Нижегородский дворянский институт, где он и окончил курс в 1868 году с золотой медалью, поступив затем в Казанский университет. После окончания в 1873 году курса со степенью кандидата математических наук и принялся за подготовку к магистерскому экзамену по прикладной математике. В 1876 году был командирован в Императорское Московское техническое училище.
В 1878 году стал преподавателем Казанского реального училища. После защиты диссертации 7 ноября 1879 года назначен приват-доцентом Казанского университета и начал читать лекции по математике. После смерти профессора И. С. Громеки вёл все обязательные курсы по кафедре прикладной математики; читал теоретическую механику. Как вспоминал впоследствии известный русский механик, профессор Е. А. Болотов: 

…эрудиция Георгия Николаевича поражала всех его знавших своей обширностью и глубиной и позволяла читать курсы по всевозможным отделам математической физики и теоретической механики.
В 1887 году настоятельно рекомендовал молодому Владимиру Ильичу Ульянову поступать на математический факультет, утверждая, что у того «определённо математический склад ума».
8 февраля 1893 года назначен инспектором классов Константиновского межевого института в Москве; преподавал механику и вёл научную работу по приложениям математики в исследовании земного эллипсоида, в фотограмметрии и в теории нивелирования.
Был избран товарищем председателя географического отделения общества любителей естествознания.
Скоропостижно скончался от грудной жабы 16 июня 1900 года в Казани.
Его сын, Шебуев, Николай Георгиевич (1874—1937) — журналист, издатель, поэт.

## Труды
- К теории дисперсии света. — Санкт-Петербург: тип. В. Демакова, 1879.
- Законы отражения поляризованного луча на границе двух однородных сред. — Казань: тип. Ун-та, 1879.
- О распространении световых колебаний в прозрачной кристаллической среде: Сообщ., чит. 24 сент. 1883 г. в заседании Физ.-мат. секции О-ва естествоиспытателей при Казан. ун-те Г. Н. Шебуевым. — Казань: тип. Казан. ун-та, 1884.
- Руководство к теоретической оптике. Вып. 1—2. — Казань: тип. Ун-та, 1885—1887.
- Распространение теоремы Кирхгофа[6] на случай кристаллической среды: Сообщ. Г. Н. Шебуева, чит. 30 сент. 1886 г. в 59 заседании Секции физ.-мат. наук О-ва естествоиспытателей при Казан. ун-те. — Казань: тип. Ун-та, 1886.
- Вывод и приближенное интегрирование дифференциальных уравнений, объясняющих по гипотезе Томсона вращение плоскости поляризации светового луча: Сообщ. Г. Н. Шебуева, чит. 8-го апр. 1887 г. в 67 заседании Секции физ.-мат. наук О-ва естествоиспытателей при Казан. ун-те. — Казань : тип. Ун-та, 1887.
- О влиянии упругого последействия на колебания струны: Продолж. ст. «К теории упругого последействия»: Сообщ. Г. Н. Шебуева, чит. в 83 заседании Секции физ.-мат. наук О-ва естествоиспытателей в Казани. — Казань : тип. Ун-та, 1889.
- Курс механики материальной точки: Лекции, чит. в Казан. ун-те в течение весен. семестра 1890 г. прив.-доц. Г. Н. Шебуевым и сост. студентом Е. Болотовым. — Казань : тип. Ун-та, 1890.
- Научные труды И. С. Громеки: Сообщ. Г. Н. Шебуева, чит. 8 нояб. 1889 г. в 92 заседании Секции физ.-мат. наук О-ва естеств. при Казан. ун-те. — Казань: тип. Ун-та, 1890.
- Случай движения жидкости вдоль нагретых поверхностей: Сообщ. Г. Н. Шебуева, чит. в 91 заседании Физ.-мат. секции О-ва естествоиспытателей при Казан. ун-те. — Казань : тип. Ун-та, 1890.
- Приложение теории кватерненов к механике подобно и однородноизменяемых систем. — Казань: тип. Ун-та, 1892.
- Теория теплоты по лекциям Г. Н. Шебуева. — Казань: лит. Перова, 1892.
- К вопросу о распределении температуры внутри текущей несжимаемой жидкости и омываемых ею тел. — Казань: тип. Ун-та, 1893.
- Геометрические основания фотограмметрии. — Москва : печ. А. И. Снегиревой, 1899.

### Работы по геодезии
- Геометрические основания геодезии на трёхосном эллипсоиде, мало отличающемся от сфероида.
- Расстояния, азимуты и треугольники на трёхосном эллипсоиде, мало отличающемся от сферы.
- О влиянии местных аномалий земной коры на результаты нивелирования.